# Minamibōsō
Minamibōsō (wörtlich: „Süd-Bōsō“; jap. 南房総市 Minami-Bōsō-shi, „kreisfreie Stadt Minami-/Süd-Bōsō“) ist eine Stadt der Präfektur Chiba im Osten von Honshū, der Hauptinsel von Japan.

## Geographie
Die Stadt liegt östlich von Tokio auf der Bōsō-Halbinsel am Pazifischen Ozean und der Bucht von Tokio.

## Geschichte
Die heutige Stadt Minamibōsō wurde am 20. März 2006 gebildet, und zwar aus den Gemeinden Chikura, Maruyama, Shirahama, Tomiura, Tomiyama und Wada und aus dem Dorf Miyoshi. Sie alle gehörten zur früheren Provinz Awa.

## Sehenswürdigkeiten
- Ishidō-ji, ein sehr alter Tempel der Gegend.

## Verkehr
- Zug:
  - JR Uchibō-Linie
- Straße:
  - Nationalstraße 127, 128, 410

## Angrenzende Städte und Gemeinden
- Tateyama
- Kamogawa